# Sipőcz Rock Band
A Sipőcz Rock Band magyar rockegyüttes 1994-ben alakult meg Szombathelyen. Alapító tagjai Sipőcz Ernő, Nyári Ferenc és Paksi János.

## Története
A Sipőcz Rock Band megalakulásakor egy másik szombathelyi rock zenekart is magába olvasztott, a Nessie-t. Mivel Sipőcz Ernő a Lord zenekar alapító tagja és énekese volt 1972–1982-ig, így Sipőcz Rock Band repertoárjának egy részét a korai Lord dalok teszik ki. Az egykori Nessie dalai javarészt Kondor Tamás szerzeményei voltak, így szintén a Sipőcz Rock Band égisze alatt élnek tovább napjainkban is. A repertoárban szerepelnek továbbá a hazai rockzene nagyjainak feldolgozásai, mint a Bikini, az Edda, a P. Mobil.
Az egykori Lord zenész Vida Ferenc kiadója által jelenhetett meg albumuk 1997-ben. A lemezen elsősorban a Sipőcz Ernő korszakát visszaidéző Lord dalok hallhatók. Ezek a szerzemények Lord lemezeken nem jelentek meg (az első Lord lemez a Big City Light csak jóval később került piacra). A zenekar több tagcserét élt meg, főleg a 2000-es években.
Sipőcz Ernő énekes tragikus halála után is folytatják a megkezdett utat, és koncerteznek az országban, elsősorban a Vas megyei régióban. 2017-ben a zenekar ismét új taggal bővült a basszusgitáros Szentgyörgyi Arnold személyében, így alakult ki a jelenlegi négy tagú formáció.

## Tagok
Az együttes jelenlegi felállása:
- Nyári Ferenc 'Lujó' (ex-Nessie) – ének
- Paksi János (ex-Lord) – dob, ütőhangszerek
- Kutrovics Tamás – szólógitár
- Szentgyörgyi Arnold – basszusgitár

Korábbi tagok
- Borsfai István – basszusgitár
- Farkas László ‘Farki’ – gitár
- Gergye Márton – gitár
- Gyurácz Zoltán (Voiceless, Ted’s Village) – gitár
- Harangozó Gyula ‘Szigyu’ (ex-Lord) – basszusgitár
- Kappel Ottó – basszusgitár
- Kiss Tamás (ex-Nyugati Régió, Mr. Silent Band) – basszusgitár
- Kondor Tamás – billentyűsök
- Kovács Gábor ‘Csöves’ – gitár
- Kusztor Gergely ‘Kuszi’ – basszusgitár
- Szentgyörgyi Ábel– gitár
- Major Rudolf – basszusgitár
- Németh Ádám – billentyűs hangszerek, vokál
- Pap László – dobok
- Sipőcz Ernő ‘Sipsi’ (ex-Lord) – ének
- Szántai Gyula ‘Kacsa’ (ex-Lord) – gitár

## Albumok
- Sipőcz Band ’72-’82 – Kőszív (1997) – (CD és kazetta) LMS Records 1997

## Külső hivatkozások
- Elhunyt a Lord alapító-énekese, a Sipőcz Rock Band frontembere (hammerworld.hu) Archiválva 2016. augusztus 22-i dátummal a Wayback Machine-ben
- „Ernő nélkül nagyon nehéz volt visszamenni a Sipőcz Rock Bandnek a próbaterembe” (nyugat.hu)
- A Lord túl-show oldalán @ Lord, Sipőcz Rock Band (rockstation.blog)
- Sipőcz Ernő Emlékest a Végállomás Klubban (vaskarika.hu)[halott link]
- A Sipőcz Rock Band története képekkel (sbs.hu)